# USS Harlan R. Dickson (DD-708)
O USS Harlan R. Dickson (DD-708) foi um destroyer norte-americano que serviu durante a Segunda Guerra Mundial.

## Comandantes
| Comandante             | Data                                        |
| ---------------------- | ------------------------------------------- |
| Cdr. Paul Gordon Osler | 17 de Fevereiro de 1945 - 2 de Maio de 1946 |